# Миксопиронин
Миксопиронин - альфа-пироновый антибиотик, ингибитор бактериальной ДНК-зависимой РНК-полимеразы. Связывает и инактивирует область переключения бета-субъединицы, действуя аналогично антибиотикам рифампицинового ряда, которые также связываются с РНК-полимеразой, но на другом участке. Это лекарство является перспективным средством лечения туберкулеза, которое, впоследствии, может решить проблему перекрестной резистентности к Mycobacterium tuberculosis. Оно также, в перспективе, может быть полезным в лечении инфекций, вызванных полирезистентным Staphylococcus aureus.
Впервые миксопиронин был выделен из почвы в 1983 году Рольфом Янсеном и Гербертом Иршиком.